# Yser/IJzer
Yser/IJzer – stacja metra w Brukseli, na linii 2 i 6. Zlokalizowana jest pomiędzy stacjami Rogier i Ribaucourt. Została otwarta 2 października 1988.